# Helina angulicerca
Helina angulicerca är en tvåvingeart som beskrevs av Xue och Wang 1989. Helina angulicerca ingår i släktet Helina och familjen husflugor. Inga underarter finns listade i Catalogue of Life.